# Sistemàtica
La sistemàtica o biosistemàtica és l'estudi de la diversitat de la vida al planeta Terra, tant del passat com del present, i les relacions entre els éssers vius al llarg del temps. Les relacions són visualitzades com a arbres evolutius, cladogrames, arbres filogenètics o filogènies. Les filogènies tenen dos components, l'ordre de ramificació (que mostra les relacions de grup) i la longitud de ramificació (que mostra la quantitat d'evolució). Els arbres filogenètic d'espècies i tàxons superiors s'utilitzen per a estudiar l'evolució de trets (per exemple, característiques anatòmiques o moleculars) i la distribució dels organismes (biogeografia). En altres paraules, la sistemàtica serveix per a comprendre la història evolutiva de la vida a la Terra.
A vegades es fa servir el terme "sistemàtica" com a sinònim de "taxonomia", i es pot confondre amb "classificació científica". Tanmateix, la taxonomia és la descripció, identificació, classificació i nomenclatura dels organismes, mentre que la classificació es concentra en ubicar organismes dins de grups que mostrin les seves relacions amb altres organismes. Totes aquestes disciplines de la biologia poden tractar tant organismes extints com vivents. Tanmateix, només la sistemàtica tracta específicament les relacions al llarg del temps, requerint un coneixement del registre fòssil quan s'explora la sistemàtica dels organismes.
La sistemàtica utilitza la taxonomia com a eina primària a l'hora de comprendre els organismes, car no es pot comprendre res sobre les relacions d'un organisme amb els altres éssers vivents si no se l'ha estudiat i descrit de manera apropiada amb prou detall com per a identificar-lo i classificar-lo correctament. Les classificacions científiques ajuden a enregistrar i donar informacions a altres científics i als profans. Així doncs, un sistemàtic, un científic especialitzat en la sistemàtica, ha de ser capaç d'utilitzar els sistemes de classificació existents, o com a mínim conèixer-los prou bé com per a justificar hàbilment el fet que no els usi.
La sistemàtica fenètica fou un intent de determinar les relacions dels organismes per mitjà d'una mesura de les seves semblances, considerant les plesiomorfies (trets ancestrals) i apomorfies (trets derivats) d'igual importància. A partir del segle xx, fou substituïda per la cladística, que considera que les plesiomorfies no serveixen per a intentar determinar la filogènia dels organismes de la Terra a través del temps. Els sistemàtics actuals solen utilitzar intensament la biologia molecular i programes d'ordinador per a estudiar organismes.
La sistemàtica és fonamental per la biologia, car és el fonament de tots els estudis sobre organismes, mostrant com un organisme es relaciona amb els altres éssers vius.
La sistemàtica també té una gran importància per a comprendre les qüestions de conservació, car intenta explicar la biodiversitat de la Terra i podria utilitzar-se per a ajudar a adjudicar mitjans limitats per a preservar i protegir espècies amenaçades, observant, per exemple, la diversitat genètica entre diversos tàxons de plantes o animals i decidint quanta cal preservar-ne.